# Cassephyra triangulifera
Cassephyra triangulifera là một loài bướm đêm trong họ Geometridae.